# Purpuricenus malaccensis
Purpuricenus malaccensis es una especie de escarabajo longicornio del género Purpuricenus, tribu Trachyderini, familia Cerambycidae. Fue descrita científicamente por Lacordaire en 1869.
Se distribuye por Camboya, China, India, Indonesia, Laos, Malasia, Birmania, Tailandia y Vietnam. Mide 12-24 milímetros de longitud. El período de vuelo ocurre en los meses de mayo y junio. Parte de su dieta se compone de plantas de las familias Casuarinaceae y Ebenaceae.